# Stazione di Kanazawa-Hakkei
La stazione di Kanazawa-Hakkei (金沢八景駅?, Kanazawa-Hakkei-eki) è una stazione ferroviaria di Yokohama, città della prefettura di Kanagawa. Si trova nel quartiere di Kanazawa-ku, ed è servita dalla linea principale e dalla linea Zushi delle Ferrovie Keikyū, ed è capolinea per il people mover Kanazawa Seaside.

## Linee
Ferrovie Keikyū
● Linea Keikyū principale
● Linea Keikyū Zushi
Nuovo trasporto di Yokohama
● Linea Kanazawa Seaside

## Struttura
La stazione è costituita da due edifici distinti, uno per le Ferrovie Keikyū, e uno per il people mover Kanazawa Seaside.

### Stazione Keikyū
Il fabbricato dispone di due marciapiedi a isola con quattro binari passanti in superficie. Essendo la stazione realizzata su un'area in pendenza, il mezzanino viene a trovarsi sotto i marciapiedi, collegato ad essi da scale fisse, mobilie ascensori; Il fabbricato contiene biglietteria, servizi igienici e diverse attività commerciali.
Il fabbricato dispone di due marciapiedi a isola con quattro binari passanti in superficie. Essendo la stazione realizzata su un'area in pendenza, il mezzanino viene a trovarsi sotto i marciapiedi, collegato ad essi da scale fisse, mobilie ascensori; Il fabbricato contiene biglietteria, servizi igienici e diverse attività commerciali.
| 1 | ● Linea principale | per Yokosuka-Chūō, Uraga e Misaki-Sanguchi                                                |
| 2 | ● Linea principale | per Yokosuka-Chūō, Uraga e Misaki-Sanguchi                                                |
| 2 | ● Linea Zushi      | per Shin-Zushi                                                                            |
| 3 | ● Linea principale | per Yokohama, Keikyū Kawasaki, Keikyū Kamata, Haneda Aeroporto, Shinagawa e linea Asakusa |
| 4 | ● Linea principale | per Yokohama, Keikyū Kawasaki, Keikyū Kamata, Haneda Aeroporto, Shinagawa e linea Asakusa |
| 4 | ● Linea Zushi      | per Shin-Zushi                                                                            |

### Stazione Kanazawa Seaside
La linea Kanazawa Seaside ha qui il suo capolinea meridionale, e dispone di un marciapiede laterale e di un singolo binario su viadotto. La stazione è a breve distanza da quella delle ferrovie Keikyū, ma per il 2016 è prevista un'estensione del capolinea in modo da permettere un migliore interscambio fra le due infrastrutture.

## Stazioni adiacenti
| «                       | Servizio                                        | »                       |
| Linea Keikyū principale | Linea Keikyū principale                         | Linea Keikyū principale |
| ----------------------- | ----------------------------------------------- | ----------------------- |
| Kanazawa-Bunko          | Locale Espresso Limitato Esp. Lim. Rapido viola | Oppama                  |
| Kanazawa-Bunko          | Esp. Lim. Rapido verde Keikyū Wing              | Yokosuka-Chūō           |
| Linea Keikyū Zushi      |                                                 |                         |
| Kanazawa-Bunko          | Locale Espresso Aeroporto Espresso Limitato     | Mutsuura                |
| Linea Kanazawa Seaside  |                                                 |                         |
| Nojimakōen              | -                                               | Capolinea               |